# Acción para una Suiza independiente y neutral
Acción para una Suiza independiente y neutral (ASIN) es un laboratorio de ideas suizo soberanista. Propugna las ideas de conservar a Suiza como un país neutral con una tendencia aislacionista.

## Descripción
ASIN sostiene la independencia de Suiza, particularmente de la Unión Europea en materia económica y política, a fin de mantener el sistema político de democracia directa, conservar el franco suizo como moneda por sobre el euro y tener un mayor control sobre la inmigración, entre otros ámbitos.

## Historia
En 2014, ha dado su apoyo a la organización Ecopop.

## Organigrama
- 2014- : Lukas Reimann, presidente[2]

## Miembros conocidos
- Christoph Blocher